# ثوابة (اسم)
ثَوَّابَة هو اسم علم مؤنث من أصل عربي، ومعناه هو جاء على صيغة المبالغة من مانح، الكثيرة الهبات.

## الأصل اللغوي
1. ثَوْب: (اسم)
  - ثَوْب : مصدر ثابَ
2. ثَوَّب: (اسم)
  - الثَّوَّبُ : بائع الثِّياب
3. ثَوَّبَ: (فعل)
  - ثَوَّبْتُ، أُثَوِّبُ، ثَوِّبْ، مصدر تَثْويبٌ
  - ثَوَّبَ الْمُسافِرُ : رَجَعَ بَعْدَ ذَهابِهِ
  - ثَوَّبَهُ عَمَلَهُ : كافَأَهُ عَلَيْهِ
  - ثَوَّبَهُ مِنْ كَذا : عَوَّضَهُ وَجازاهُ
  - ثَوَّبَ الْمُؤَذِّنُ بِالصَّلاةِ : دَعا إلى إِقامَتِها
  - ثَوَّبَ بِالصَّلاةِ : أَقامَها[3]
4. ثَوب: (اسم)
  - الجمع : أثواب ، و ثِيابٌ
  - الثَّوْبُ : ما يُلبس ليغطي الجسد أو جُزءًا منه، لِباس، ويتخذ من الكتَّان أو القطن أو الصوف أو الخزّ أو الفراء أو غير ذلك ظهر في ثَوب جديد،
  - رجل طاهر الثَّوْب: بريء من العَيْب
  - وثواب الماء: جِلْدَة يكون فيها الجنين
  - الثَّوْبُ :لفّة كاملة من القماش مختلفة المقدار
  - ثَوْب أدبيّ: أسلوب، قالب،
  - ثَوْب الأسى: ملبس الحزن،
  - ثَوْب البحر: ما يلبسه الشخص على الشاطئ للاستحمام،
  - ثَوْب السَّهرة: لباس ذو طابع رسمي يُرتدى في مناسبات خاصة

## شخصيات تحمل الاسم
- ثوابة بن سلامة الجذامي (746 – )

## وصلات خارجية
- موسوعة السلطان قابوس لأسماء العرب نسخة محفوظة 5 أبريل 2019 على موقع واي باك مشين.